# Jaime O'Shanahan
Jaime O'Shanahan Bravo de Laguna (Las Palmas de Gran Canaria, Canarias, 24 de febrero de 1921-Ibidem, 19 de junio de 2010) fue un perito agrícola, ecologista y fotógrafo y considerado como uno de los primeros ecologistas de Gran Canaria.

## Biografía
Desde muy pequeño se interesó por todo lo relacionado con el medio ambiente y la agricultura, lo que le llevó a realizar los estudios de Ingeniería agrícola en la Escuela Politécnica en la Universidad de La Laguna. Gran defensor del suelo agrícola y la recuperación de los palmerales en el Campus Universitario de Tafira. A él se debe que la isla de Gran Canaria tenga, hoy en día, una masa forestal verde, refugio de biodiversidad, formada por pinos canarios, castaños y chopos y junto a Eric Sventenius creó el Jardín Canario, un museo vivo de la rica flora autóctona y un referente turístico y ambiental de la isla de Gran Canaria.  
La fotografía era otra de sus pasiones que llevó a lo largo de toda su vida profesional creando un archivo fotográfico que dona en 2004 a la Universidad de Las Palmas de Gran Canaria.

## Actividad profesional
En 1942 comenzó a trabajar en la Jefatura Agronómica de Badajoz (España), especializándose en las plagas del campo. Esta experiencia le valió posteriormente para ayudar a combatir una gran plaga de la langosta que asoló las Islas Canarias a mediados de los años 50.
En 1945 regresó a Gran Canaria al convocarse unas plazas de Perito Agrícola en los antiguos territorios españoles del Golfo de Guinea. En esta etapa puso en marcha una cooperativa cacaotera entre los indígenas de Ayene y consiguió recuperar antiguas plantaciones de cacao indígena de esta zona cultivando y tratando sus plagas.
En 1948 regresó a Gran Canaria donde se incorpora al Cabildo Insular de Gran Canaria, trabajando como profesor en la Escuela de Capacitación Agrícola.
En 1950 Dos años más tarde es destinado como Jefe de la Sección Forestal del Cabildo responsabilizándose de los viveros.
En 1952 le invitan a colaborar con Eric Sventenius para poner en marcha el Jardín Botánico Viera y Clavijo. Sventenius ejerce una fuerte influencia sobre él. Participó en un proyecto de investigación conjunto con la Universidad de La Laguna sobre evaluación de contenidos culturales canarios en la población escolar.
En 1970 fue socio fundador de la Asociación Canaria para la Defensa de la Naturaleza (ASCAN), primer grupo ecologista de Canarias en el que defendió la palmera canaria, el drago y la flora canaria en general. Y desde 1981 estuvo dedicado a divulgar el conocimiento y el amor por la naturaleza a través de múltiples charlas en colegios y asociaciones en sus recorridos por el medio natural de la isla.
En 1995, tras su dilata experiencia y su especial sensibilidad por el respeto a la naturaleza de Gran Canaria, la ULPGC reconoce su labor oficialmente creando el Aula de la Naturaleza Jaime O'Shanahan y posteriormente la Escuela Taller Jaime O'Shanahan para la Gestión Integrada de la Reserva Ecológica del Campus de Tafira.

## Archivo fotográfico
En el 2004 donó su Archivo fotográfico a la Universidad de Las Palmas de Gran Canaria. La colección está compuesta por más de 34.000 fotografías en papel, diapositivas y negativos realizados en los últimos 70 años, que permiten conocer la historia agronómica, forestal y botánica de Gran Canaria en este período.

## Distinciones
- En 1997 se le entregó el Premio César Manrique de Medio Ambiente del Gobierno de Canarias.
- Medalla de Oro de la ULPGC.
- Insignia de Oro.
- Insignia como Socio de Honor del Museo Canario.
- Medalla de Oro del Jardín Botánico Viera y Clavijo.
- Hijo Predilecto de la Ciudad de Las Palmas de Gran Canaria.
- Socio de honor de Turcón-Ecologistas en Acción.
- Medalla de la Universidad de Las Palmas de Gran Canaria, donde se ha creado una Escuela Taller con su nombre.
- Homenaje de la Biblioteca Universitaria de Las Palmas de Gran Canaria por la donación de su archivo gráfico.
- Rotulación con su nombre del parque urbano del Valle de Jinámar.